# Malá Dorritka (film, 1967)
Malá Dorritka je československý dvoudílný televizní film režisérky Věry Jordánové z roku 1967, který natočila podle stejnojmenného románu Charlese Dickense.

## Obsazení
| Vladimír Brabec  | Artur Clennam                     |
| Vlasta Fabiánová | paní Clennamová                   |
| Dana Medřická    | Affery, služka paní Clennamové    |
| Miloš Nedbal     | Flintwinch, sluha paní Clennamové |
| Ota Sklenčka     | Vilém Dorrit                      |
| Eva Trejtnarová  | Ema Dorritová zvaná Malá Dorritka |
| Otto Šimánek     | Frederick Dorrit, Vilémův bratr   |
| Jiří Kodet       | Edward Doritt, Vilémův syn        |
| Jorga Kotrbová   | Fanny Dorritová, Vilémova dcera   |
| Věra Koktová     | paní Merdlová                     |
| František Holar  | zločinec Rigaud                   |
| Josef Vinklář    | Pancks                            |
| Vladimír Stach   | Plornisch, Arturův společník      |
| Růžena Lysenková | paní Generallová                  |
| Václav Vydra     | pan Merdle                        |
| Otto Lackovič    | Cavalletto                        |
| Josef Čáp        | Sparkler, syn paní Merdlové       |
| Slávka Hamouzová |                                   |
| Richard Záhorský |                                   |

## Tvůrci
| Námět            | Charles Dickens (stejnojmenný román)                |
| Scénář           | František Tenčík                                    |
| Režie            | Věra Jordánová                                      |
| Hlavní kameraman | František Němec                                     |
| Vedoucí výroby   | Marie Helclová                                      |
| Hudba            | Vadim Petrov                                        |
| Nahrál           | Komorní orchestr                                    |
| Dirigent         | Jiří Váchal                                         |
| Architekt        | Milan Starý                                         |
| Návrhy kostýmů   | Lída Novotná                                        |
| Masky            | Miloslava Mrázková a Petr Hovorka                   |
| Střih            | Věra Štěpánková a Olga Werzonová                    |
| Zvuk             | Zdeněk Zenger                                       |
| Asistent režie   | Mája Šulcová                                        |
| Kameramani       | Milan Dostál, Bedřich Steiner a František Procházka |

## Technické údaje
- Výroba: Československá televize Praha, 1967
- Barva: černobílý
- Jazyk: čeština
- Délka: cca 130 minut (60 minut 1. díl a 70 minut 2. díl)